# 新しい波24
『新しい波24』（あたらしいなみにじゅうよん）は、日本のフジテレビ系列で2017年4月4日から9月19日まで毎週火曜 0時25分 - 0時55分（月曜深夜）に放送されていたバラエティ番組。略称は『なみにじ』。
2016年12月28日 0時20分 - 2時20分（27日深夜）には、パイロット版が放送された。

## 概要
お笑い界のビッグスターは8年ごとに誕生するという「お笑い8年周期説」に基づく、次世代スター発掘プロジェクト『新しい波』の第4弾。700組を超えるオーディションから選び抜かれた全29組の波24（なみにじ）メンバーは、2020年までに番組をゴールデンタイムに昇格させることを目標として掲げている。演出を担当するのはフジテレビの若手ディレクターであり、メンバーと共にスタッフの成長も目指している。
レギュラー放送では、ナインティナインの岡村隆史が「後見人」としてレギュラー出演し、MCは将来のスター候補として期待される女性タレントが週替わりで務める。ロゴマークは筆文字から手書き文字にリニューアルされた。マスコットキャラクターは「ゆとり」である。本番組はフジテレビ本社7階「フジさんのヨコ」にて公開収録している（なお、2017年8月22日放送分や29日放送分はお台場みんなの夢大陸2017のステージ、最終回はフジテレビ湾岸スタジオにて公開収録）。
波24メンバーの中から毎週3〜6組程度のメンバーが出演するが、交互ではなく、出演数には偏りが生じている。番組が打ち切りになった2017年9月までに、アメリカンコミックス・ブラゴーリ・マジメニマフィン・Irisなどはレギュラー放送から2回、ハンサムケンヤは1回しか出演していなかったが、霜降り明星・フースーヤ・大自然・ロングコートダディなどは5回以上出演している。
上述の通り、2020年までに番組をゴールデンタイムに昇格させることを目標としていたが、2017年9月、番組開始の予定通り2クールで番組は終了となった。時間帯は変わるが、この番組に出演していた、フースーヤ・霜降り明星・ゆりやんレトリィバァ・バッドナイス・四千頭身の5組は、2017年10月30日よりフジテレビ系列にて開始した『AI-TV』にレギュラー出演する。

## 歴代「新しい波」との違い
この番組は、「新しい波」の4シリーズ目だが、歴代の「新しい波」「新しい波8」「新しい波16」とは大きな違いが生じている。
- 若手お笑い芸人だけではなく、AV女優の紗倉まなや音楽アーティストのハンサムケンヤなどが『ノンジャンル枠』として出演していた。
- 当番組から選抜されたコンビ及びトリオ4組-6組で番組を派生させ、ゴールデンタイムに昇格させようというわけではなく「波24」自体をゴールデンタイムに昇格させようとした。
- これまでのメイン司会は固定されていたが[3]、今回のシリーズでは若手女性タレントが週替わりで務めていた。
- この番組から派生した番組「AI-TV」は、これまでのコント主体のお笑い番組ではなく、AIをテーマとしたバラエティ番組であった。

## 出演者

### キャスト（波24メンバー）
芸人枠
| - アメリカンコミックス （飯島翔平・鈴木祐介） - カミナリ（竹内まなぶ・石田たくみ） - こゝろ（荒木誠也・山出谷怜門） - さすらいラビー（宇野慎太郎・中田和伸） - 霜降り明星（粗品・せいや） - 大自然（白井・里） - バッドナイス （バッドナイス常田・内田英輔） - ハナコ（菊田竜大・秋山寛貴・岡部大） - はなしょー（杵渕はな・山田しょうこ） - フースーヤ（田中ショータイム・谷口） | - ブラゴーリ（塚田・鈴木大介） - ブリキカラス（黒田和基・小林メロディ） - フレンチぶる（加瀬部駿介・大西翔） - ペコリーノ （植木おでん・クロコダイル ミユ） - マイペース （田口秋光・相馬拓斗） - マジメニマフィン（知念アマン・ちばけん） - ゆりやんレトリィバァ - 吉住 - 四千頭身（都築拓紀・後藤拓実・石橋遼大） - ロングコートダディ（堂前透・兎） | - 電氣ブラン（田井宏明・藤村泰平） - 絶対アイシテルズ（らぶおじさん・楠見大輔） - アックスボンバー（中村元気・矢野レノン） - さや香（新山士彦・石井誠一） - バビロン（太田圭介・ノリ・千葉恵） - ハリード（八木健太・八木和也） |

ノンジャンル枠
- Iris（アイリス）
- 紗倉まな
- ハンサムケンヤ

### 元メンバー
- ブルゾンちえみ[注 4]

### レギュラーゲスト
- 岡村隆史（ナインティナイン）

## 主なコーナー
これらのコーナーは不定期に放送される。
〜関西芸人 上京物語〜 おのぼりフースーヤ
兵庫県神戸市出身のフースーヤが、東京の街並みの中で、上京してきた感動をギャグで表現する。
大自然がいるとそこが沖縄に見えるシリーズ
都内の施設などを、大自然がまるで沖縄の風景のように見せかける。
さや香の強い気持ちシリーズ
紗倉まなのドキドキ初体験本番スペシャル
紗倉まなが、アダルトビデオ風のインタビューの中で、体を張りながら初めての体験をしていく。

## 放送リスト
| 回 | 放送日         | MC                               | キャスト | ゲスト | 備考                                     |
| -- | -------------- | -------------------------------- | --- | --- | ---------------------------------------- |
| 0  | 2016年12月28日 | 鈴木唯（フジテレビアナウンサー） | メンバー全員（新メンバー6組を除く）、ブルゾンちえみ | 岡村隆史（ナインティナイン）、生田斗真、菜々緒、秋山竜次（ロバート）、吉村崇（平成ノブシコブシ）、山内健司（かまいたち）、岡副麻希、越智ゆらの | パイロット版 0:20 - 2:20放送             |
| 1  | 2017年4月4日   | 鈴木唯（フジテレビアナウンサー） | 霜降り明星、バッドナイス、ペコリーノ、ブラゴーリ、はなしょー、四千頭身、フースーヤ、フレンチぶる、こゝろ、ハナコ、ブリキカラス、Iris（アイリス）、電氣ブラン、絶対アイシテルズ、アックスボンバー、さや香、バビロン、ハリード | カンニング竹山、陣内智則、成田凌、河北麻友子、足立佳奈、咲坂実杏                                                                               | 初回2時間SP 0:40 - 2:40放送              |
| 2  | 2017年4月11日  | 足立佳奈                         | 四千頭身、ブリキカラス、霜降り明星、フレンチぶる、ゆりやんレトリィバァ | 澤部佑（ハライチ） | 0:35 - 1:05放送                          |
| 3  | 2017年4月18日  | 足立佳奈                         | さすらいラビー、こゝろ、ハナコ、フースーヤ、吉住 | 吉村崇（平成ノブシコブシ） | 0:55 - 1:25放送                          |
| 4  | 2017年4月25日  | 岡本夏美                         | アメリカンコミックス、カミナリ、はなしょー、ペコリーノ、ロングコートダディ | カンニング竹山 | 0:55 - 1:25放送                          |
| 5  | 2017年5月2日   | 林田真尋（フェアリーズ）         | 大自然、絶対アイシテルズ、ブラゴーリ、マジメニマフィン | 渡辺直美 |                                          |
| 6  | 2017年5月9日   | 井上咲楽                         | アックスボンバー、電氣ブラン、バッドナイス、ハリード | 木本武宏（TKO） | 0:40 - 1:10放送                          |
| 7  | 2017年5月16日  | 咲坂実杏                         | さや香、バビロン、マイペース | 岡田圭右（ますだおかだ） | 0:35 - 1:05放送                          |
| 8  | 2017年5月23日  | 咲坂実杏                         | こゝろ、霜降り明星、フースーヤ、四千頭身 | 小峠英二（バイきんぐ） | 0:35 - 1:05放送                          |
| 9  | 2017年5月30日  | 岡本夏美                         | バッドナイス、大自然、さや香、紗倉まな | 今井翼（当時タッキー&翼）、山里亮太（南海キャンディーズ）                                                                                      |                                          |
| 10 | 2017年6月6日   | 西井万理那（生ハムと焼うどん）   | カミナリ、ブリキカラス、ロングコートダディ、大自然 | 宮川大輔 |                                          |
| 11 | 2017年6月13日  | 西井万理那（生ハムと焼うどん）   | カミナリ、ブリキカラス、ロングコートダディ、大自然 | 宮川大輔 | 0:35 - 1:05放送                          |
| 12 | 2017年6月20日  | 足立佳奈                         | さすらいラビー、絶対アイシテルズ、フースーヤ、霜降り明星 | FUJIWARA（原西孝幸・藤本敏史） |                                          |
| 13 | 2017年6月27日  | 進撃のノア                       | 大自然、ゆりやんレトリィバァ、霜降り明星、吉住 | ケンドーコバヤシ | 0:40 - 1:10放送                          |
| 14 | 2017年7月4日   | 籠谷さくら（X21）                | ハナコ、アックスボンバー、Iris（アイリス）、こゝろ | 山里亮太（南海キャンディーズ）、Silent Siren（VTR出演）                                                                                        | 0:55 - 1:25放送                          |
| 15 | 2017年7月11日  | 鈴木唯（フジテレビアナウンサー） | さすらいラビー、はなしょー、アメリカンコミックス、フレンチぶる、四千頭身 | カンニング竹山 |                                          |
| 16 | 2017年7月18日  | Niki                             | ハナコ、バビロン、ロングコートダディ | 澤部佑 (ハライチ) | 1:05 - 1:35放送                          |
| 17 | 2017年7月25日  | 加村真美                         | バビロン、フースーヤ、カミナリ、こゝろ | 井上裕介（NON STYLE）、齋藤飛鳥（乃木坂46、VTR出演）                                                                                           | 0:50 - 1:20放送                          |
| 18 | 2017年8月1日   | 齋藤飛鳥（乃木坂46）             | ハナコ、ロングコートダディ、ブリキカラス、ペコリーノ、カミナリ、フースーヤ、フレンチぶる | ビビる大木 | 0:35 - 1:05放送                          |
| 19 | 2017年8月8日   | 土屋巴瑞季                       | 電氣ブラン、こゝろ、マイベース、さや香 | 黒沢かずこ (森三中) | 0:25 - 0:55放送                          |
| 20 | 2017年8月15日  | 久間田琳加                       | 紗倉まな、霜降り明星、ロングコートダディ、フースーヤ、大自然 | 河北麻友子 | 0:40 - 1:10放送                          |
| 21 | 2017年8月22日  | 鈴木唯（フジテレビアナウンサー） | ほぼ全員 | NAOTO（EXILE、三代目J Soul Brothers）、岡田圭右（ますだおかだ）、山里亮太（南海キャンディーズ）、瑛茉ジャスミン                                | お台場みんなの夢大陸2017会場にて公開収録 |
| 22 | 2017年8月29日  | [ 4 ]                            | バッドナイス、ブリキカラス、フースーヤ、大自然、カミナリ、霜降り明星、こゝろ、ペコリーノ、四千頭身 | 加村真美、久間田琳加 | 1:40 - 2:10放送                          |
| 23 | 2017年9月5日   | 加村真美                         | 紗倉まな、バッドナイス、バビロン、ロングコートダディ、こゝろ | いとうあさこ |                                          |
| 24 | 2017年9月12日  | RaMu                             | | 中川家 |                                          |

## スタッフ
- 企画統括：片岡飛鳥
- 構成：深田憲作、中藤洋、高橋邦彦、長谷川優[注 7]
- ナレーター：須藤祐実
- 美術プロデュース：三竹寛典
- タイトルデザイン：武田紗代子
- 技術協力：ニューテレス、IMAGICA、fmt、インターナショナルクリエイティブ
- エンディングテーマ：ハンサムケンヤ『これくらいで歌う』
- AP：石川敬大、佐藤恵里
- AD：大村昂平、ニコル(片岡新己留)[注 8]、石井千晶、宮原亜美、金藤真奈
- ディレクター・演出：冨田直伸、石川隼、加藤タケル、佐々木崇人、玉野鼓太郎、登内翼斗
- プロデューサー：北口富紀子、日置祐貴
- チーフプロデューサー：小仲正重
- 制作：フジテレビ編成局制作センター第二制作室（旧制作局第二制作センター）
- 制作著作：フジテレビ

## ネット局
| 対象地域       | 放送局                    | 系列           | 放送時間                     | 放送期間        | 遅れ       | 備考      |
| -------------- | ------------------------- | -------------- | ---------------------------- | --------------- | ---------- | --------- |
| 関東広域圏     | フジテレビ（CX）          | フジテレビ系列 | 火曜 0:25 - 0:55（月曜深夜） | 2017年4月4日 -  | 制作局     |           |
| 北海道         | 北海道文化放送（UHB）     | フジテレビ系列 | 火曜 0:25 - 0:55（月曜深夜） | 2017年4月4日 -  | 同時ネット |           |
| 岩手県         | 岩手めんこいテレビ（MIT） | フジテレビ系列 | 火曜 0:25 - 0:55（月曜深夜） | 2017年4月4日 -  | 同時ネット |           |
| 宮城県         | 仙台放送（OX）            | フジテレビ系列 | 火曜 0:25 - 0:55（月曜深夜） | 2017年4月4日 -  | 同時ネット |           |
| 福島県         | 福島テレビ（FTV）         | フジテレビ系列 | 火曜 0:25 - 0:55（月曜深夜） | 2017年4月4日 -  | 同時ネット |           |
| 長野県         | 長野放送（NBS）           | フジテレビ系列 | 火曜 0:25 - 0:55（月曜深夜） | 2017年4月4日 -  | 同時ネット |           |
| 静岡県         | テレビ静岡（SUT）         | フジテレビ系列 | 火曜 0:25 - 0:55（月曜深夜） | 2017年4月4日 -  | 同時ネット |           |
| 島根県・鳥取県 | 山陰中央テレビ（TSK）     | フジテレビ系列 | 火曜 0:25 - 0:55（月曜深夜） | 2017年4月4日 -  | 同時ネット |           |
| 岡山県・香川県 | 岡山放送（OHK）           | フジテレビ系列 | 火曜 0:25 - 0:55（月曜深夜） | 2017年4月4日 -  | 同時ネット |           |
| 広島県         | テレビ新広島（TSS）       | フジテレビ系列 | 火曜 0:25 - 0:55（月曜深夜） | 2017年4月4日 -  | 同時ネット |           |
| 高知県         | 高知さんさんテレビ（KSS） | フジテレビ系列 | 火曜 0:25 - 0:55（月曜深夜） | 2017年4月4日 -  | 同時ネット |           |
| 福岡県         | テレビ西日本（TNC）       | フジテレビ系列 | 火曜 0:25 - 0:55（月曜深夜） | 2017年4月4日 -  | 同時ネット |           |
| 山形県         | さくらんぼテレビ（SAY）   | フジテレビ系列 | 火曜 0:25 - 0:55（月曜深夜） | 2017年4月11日 - | 同時ネット | [ 注 9 ]  |
| 新潟県         | 新潟総合テレビ（NST）     | フジテレビ系列 | 火曜 0:25 - 0:55（月曜深夜） | 2017年4月11日 - | 遅れネット |           |
| 近畿広域圏     | 関西テレビ（KTV）         | フジテレビ系列 | 水曜 0:25 - 0:55（火曜深夜） | 2017年4月12日 - | 遅れネット |           |
| 石川県         | 石川テレビ（ITC）         | フジテレビ系列 | 木曜 0:30 - 1:00（水曜深夜） | 2017年4月13日 - | 遅れネット |           |
| 中京広域圏     | 東海テレビ（THK）         | フジテレビ系列 | 木曜 1:35 - 2:05（水曜深夜） | 2017年4月15日 - | 遅れネット | [ 注 10 ] |
| 沖縄県         | 沖縄テレビ（OTV）         | フジテレビ系列 | 火曜 1:25 - 1:55（月曜深夜） | 2017年4月18日 - | 遅れネット | [ 注 9 ]  |
| 佐賀県         | サガテレビ（STS）         | フジテレビ系列 | 水曜 0:25 - 0:55（火曜深夜） | 2017年4月19日 - | 遅れネット | [ 注 9 ]  |
| 熊本県         | テレビ熊本（TKU）         | フジテレビ系列 | 水曜 0:55 - 1:25（火曜深夜） | 2017年5月3日 -  | 遅れネット | [ 注 11 ] |